# Costitx
Costitx település Spanyolországban, a Baleár-szigeteken. Costitx Inca, Sineu, Lloret de Vistalegre és Sencelles községekkel határos. Lakosainak száma 1516 fő (2024).

## Népesség
A település népessége az elmúlt években az alábbi módon változott:
| Lakosok száma | 931  | 986  | 976  | 1078 | 1133 | 1183 | 1246 | 1288 | 1379 | 1516 |
|               | 2001 | 2004 | 2006 | 2009 | 2011 | 2014 | 2016 | 2019 | 2021 | 2024 |